# Tenali
Tenali è una suddivisione dell'India, classificata come municipality, di 149.839 abitanti, situata nel distretto di Guntur, nello stato federato dell'Andhra Pradesh. In base al numero di abitanti la città rientra nella classe I (da 100.000 persone in su).

## Geografia fisica
La città è situata a 16° 15' 0 N e 80° 34' 60 E e ha un'altitudine di 10 m s.l.m..

## Società

### Evoluzione demografica
Al censimento del 2001 la popolazione di Tenali assommava a 149.839 persone, delle quali 74.868 maschi e 74.971 femmine. I bambini di età inferiore o uguale ai sei anni assommavano a 14.937, dei quali 7.515 maschi e 7.422 femmine. Infine, coloro che erano in grado di saper almeno leggere e scrivere erano 99.950, dei quali 53.957 maschi e 45.993 femmine.